# Zibane Ngozi
Zibane Ngozi (født 31. oktober 1992) er en atlet fra Botswana, der konkurrerer i sprint.
Han vandt bronze for Botswana i 4×400 meter ved sommer-OL 2020 i Tokyo.